# Mount Majestic (berg i Australien)
Mount Majestic är ett berg i Australien. Det ligger i regionen Cardinia och delstaten Victoria, omkring 47 kilometer öster om delstatshuvudstaden Melbourne. Toppen på Mount Majestic är 366 meter över havet, eller 9 meter över den omgivande terrängen. Bredden vid basen är 0,57 km.
Runt Mount Majestic är det ganska glesbefolkat, med 34 invånare per kvadratkilometer.. Närmaste större samhälle är Berwick, omkring 15 kilometer sydväst om Mount Majestic.
I omgivningarna runt Mount Majestic växer i huvudsak städsegrön lövskog. Genomsnittlig årsnederbörd är 1 391 millimeter. Den regnigaste månaden är juni, med i genomsnitt 161 mm nederbörd, och den torraste är januari, med 57 mm nederbörd.